# دماغ معزول
الدماغ المعزول هو دماغ يُحتفظ به حيًا في المختبر، إما عن طريق التروية الدموية أو عن طريق بديل الدم، وغالبًا ما يكون محلولًا مؤكسجًا من أملاح مختلفة، أو عن طريق غمر الدماغ في سائل دماغي نخاعي صناعي مؤكسج. وهو النظير البيولوجي للدماغ في وعاء. هناك مفهوم ذو صلة، وهو ربط الدماغ أو الرأس بالجهاز الدوري لكائن حي آخر، يسمى زرع الدماغ أو زرع الرأس. ومع ذلك يُربط الدماغ المعزول عادةً بجهاز تروية اصطناعي بدلًا من الجسم البيولوجي.

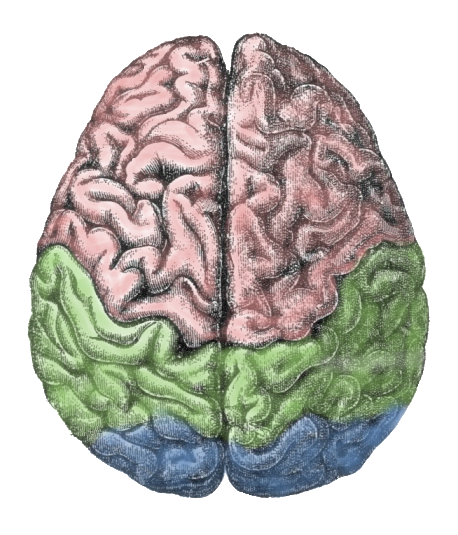
الدماغ البشري

لقد احتفظ بأدمغة العديد من الكائنات الحية المختلفة حيةً في المختبر لساعات، أو في بعض الحالات لأيام. غالبًا ما يُحفتظ بالجهاز العصبي المركزي للحيوانات اللافقارية بسهولة لأنها تحتاج إلى كميةٍ أقل من الأكسجين وتحصل على الأكسجين إلى حدٍ أكبر من السائل الدماغي الشوكي؛ لهذا السبب يحفتظ بأدمغتها بسهولةٍ أكبر دون تروية.من ناحية أخرى، تتمتع أدمغة الثدييات بدرجة أقل بكثير من البقاء على قيد الحياة دون تروية وعادةً ما يتم استخدام سائل تروية الدم الاصطناعي.
أجريت معظم الأبحاث لأسبابٍ منهجيَّة على أدمغة الثدييات المعزولة باستخدام خنازير غينيا، وذلك لامتلاكها شريانًا قاعديًا أكبر بكثير (شريان رئيسي في الدماغ) مقارنةً بالجرذان والفئران، مما يجعل التقنية (لتزويد السائل الدماغي الشوكي) أسهل بكثير.